# Charles Rezk
Charles Waldo Rezk (26 de janeiro de 1969) é um matemático estadunidense, especialista em topologia algébrica, teoria das categorias e geometria algébrica espectral.

## Formação e carreira
Rezk entrou na Universidade da Pensilvânia em 1987, onde obteve os graus de B.A. e M.A. em matemática. Obteve um PhD em 1996 no Instituto de Tecnologia de Massachusetts (MIT) com a tese Spaces of Algebra Structures and Cohomology of Operads, orientado por Michael Jerome Hopkins. Foi membro da faculdade da Northwestern University de 1996 a 2001. Na Universidade de Illinois em Urbana-Champaign foi professor assistente de 2001 a 2006 e professor associado de 2006 a 2014, sendo desde 2014 full professor.
Foi palestrante convidado do Congresso Internacional de Matemáticos em Seul (2014: Isogenies, power operations, and homotopy theory). Foi eleito fellow da American Mathematical Society na classe de 2015 (anunciado no final de 2014).

## Publicações selecionadas
- Rezk, Charles (1998). «Notes on the Hopkins-Miller theorem» (PDF). Contemporary Mathematics. 220: 313–366. ISBN 9780821808054. doi:10.1090/conm/220/03107
- Mahowald, Mark; Rezk, Charles (1999). «Brown-Comenetz duality and the Adams spectral sequence». American Journal of Mathematics. 121 (6): 1153–1177. doi:10.1353/ajm.1999.0043
- Rezk, Charles (2001). «A model for the homotopy theory of homotopy theory». Transactions of the American Mathematical Society. 353 (3): 973–1008. doi:10.1090/S0002-9947-00-02653-2
- Rezk, Charles; Schwede, Stefan; Shipley, Brooke (2001). «Simplicial structures on model categories and functors». American Journal of Mathematics. 123 (3): 551–575. Bibcode:2001math......1162R. arXiv:math/0101162. doi:10.1353/ajm.2001.0019
- Goerss, Paul; Henn, Hans-Werner; Mahowald, Mark; Rezk, Charles (2005). «A resolution of the K(2)-local sphere at the prime 3». Annals of Mathematics. 162 (2): 777–822. doi:10.4007/annals.2005.162.777
- Goerss, P.; Henn, H-.W.; Mahowald, M.; Rezk, C. (2005). «A Resolution of the K(2)-Local Sphere at the Prime 3». Annals of Mathematics. 162 (2): 777–822. JSTOR 20159929. doi:10.4007/annals.2005.162.777
- Rezk, Charles (2006). «The units of a ring spectrum and a logarithmic cohomology operation». Journal of the American Mathematical Society. 19 (04): 969–1015. ISSN 0894-0347. doi:10.1090/S0894-0347-06-00521-2
- Rezk, Charles (2010). «A cartesian presentation of weak n–categories». Geometry & Topology. 14: 521–571. doi:10.2140/gt.2010.14.521
- Ando, Matthew; Rezk, Charles; Blumberg, Andrew J.; Gepner, David; Hopkins, Michael J. (2014). «An ∞-categorical approach to R-line bundles, R-module Thom spectra, and twisted R-homology». Journal of Topology. 7 (3): 869–893. arXiv:1403.4325. doi:10.1112/jtopol/jtt035